# Bergman medvéje
Bergman medvéje valószínűleg a barna medve kihalt alfaja.
Nevét Sten Bergman svéd zoológusról kapta.
Nyikolaj Kuzmics Verescsagin szovjet biológus a beszámoló alapján arra a következtetésre jutott, hogy a szóban forgó medve szerinte a pleisztocénban élt óriás rövidfejű medve (Arctodus simus) leszármazottja lehet.